# Дзінпукаку
Дзінпукаку (яп. 仁風閣) — історична будівля в місті Тотторі (Японія), побудована в європейському стилі резиденція клану Ікеда.
Збудований у 1907 з ініціативи Накахіра Ікеда, який тоді був головою клану Ікеда. Цей клан з XVI століття володів замком Тотторі, але після реставрації Мейдзі в 1868 замок закинутий і зруйнований. Резиденцію Дзінпукаку збудовано біля підніжжя колишнього замку.
Автором проєкту резиденції став архітектор Катаяма Токума, один із перших японських архітекторів, які почали працювати в європейському стилі. Дзіпнукаку став першим будинком у Тотторі, що мав електричне освітлення. У 1907 в Дзінпукаку зупинявся принц Йосіхіто, майбутній Імператор Тайсьо.
З 1912 використовувався як зал для проведення громадських заходів.
У 1943 будівля пошкоджена землетрусом.
З 1949 до 1972 в будівлі розташовувався префектурний музей Тотторі (згодом музей переїхав до окремої сучасної будівлі).
Зараз це туристична пам'ятка, відкрита для відвідування. Відвідувачі можуть оглянути історичні інтер'єри та експозиції з історії клану Ікеда.

## Галерея

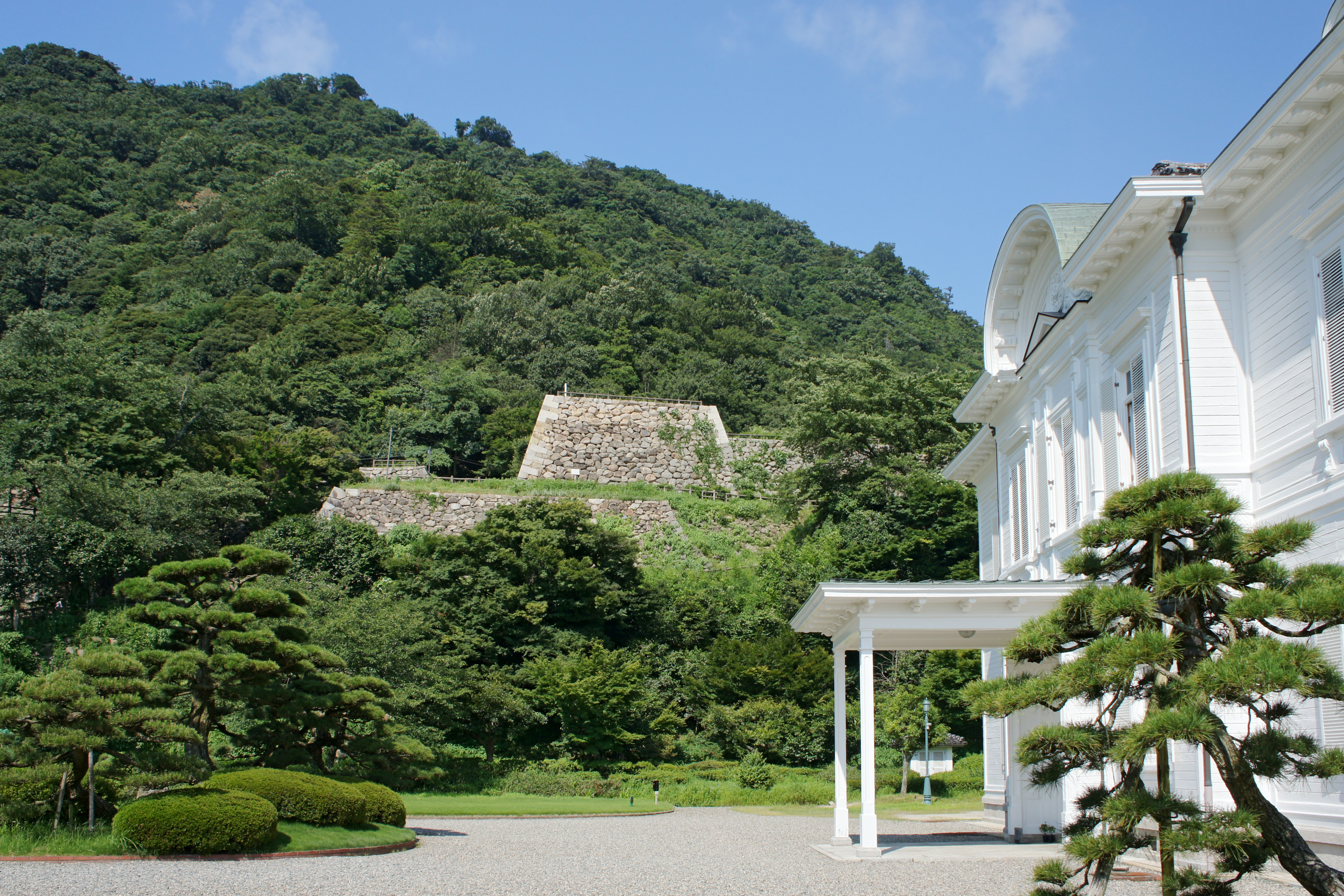
Фасад та руїни замку Тотторі на задньому плані
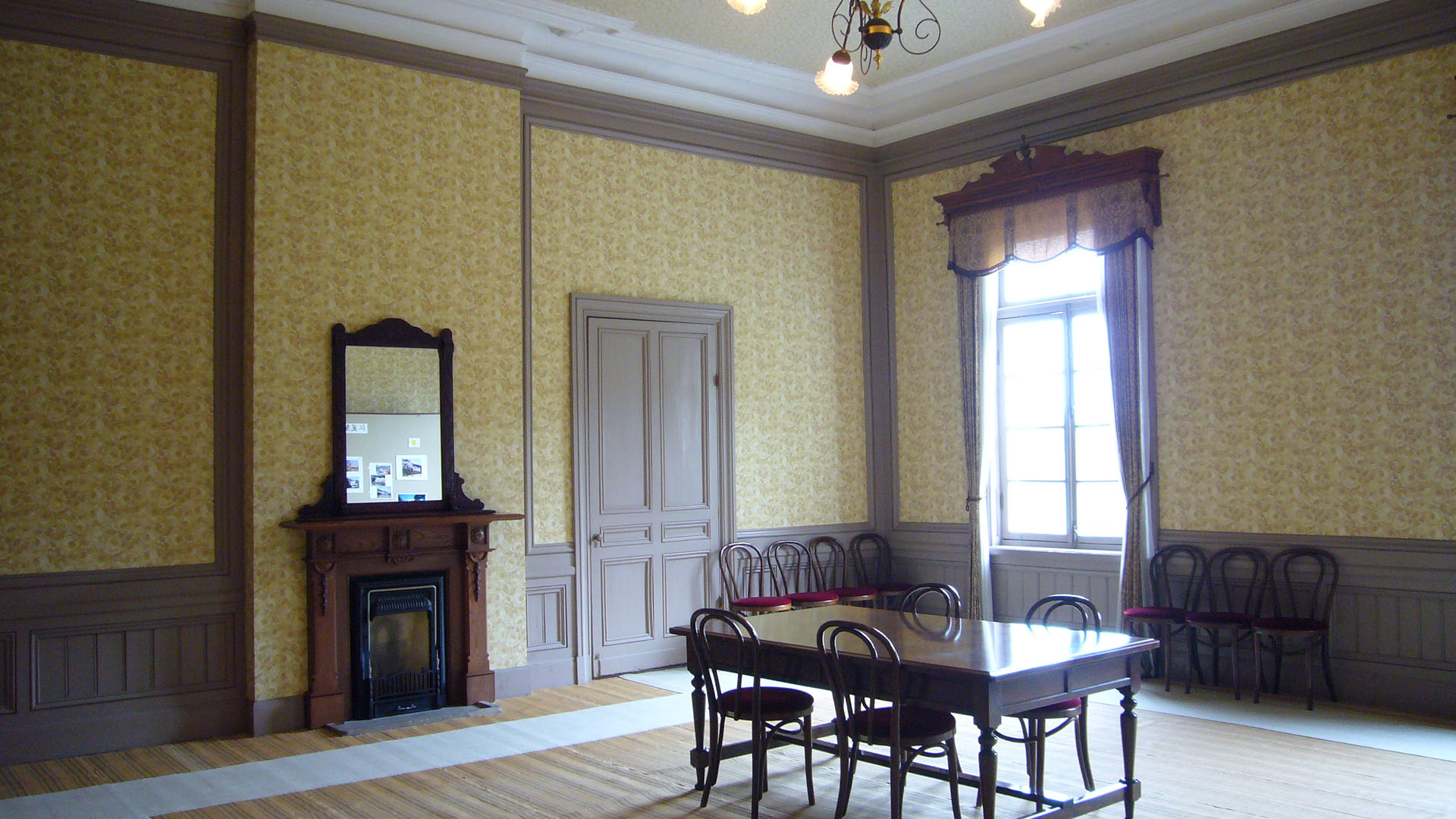
Інтер'єр
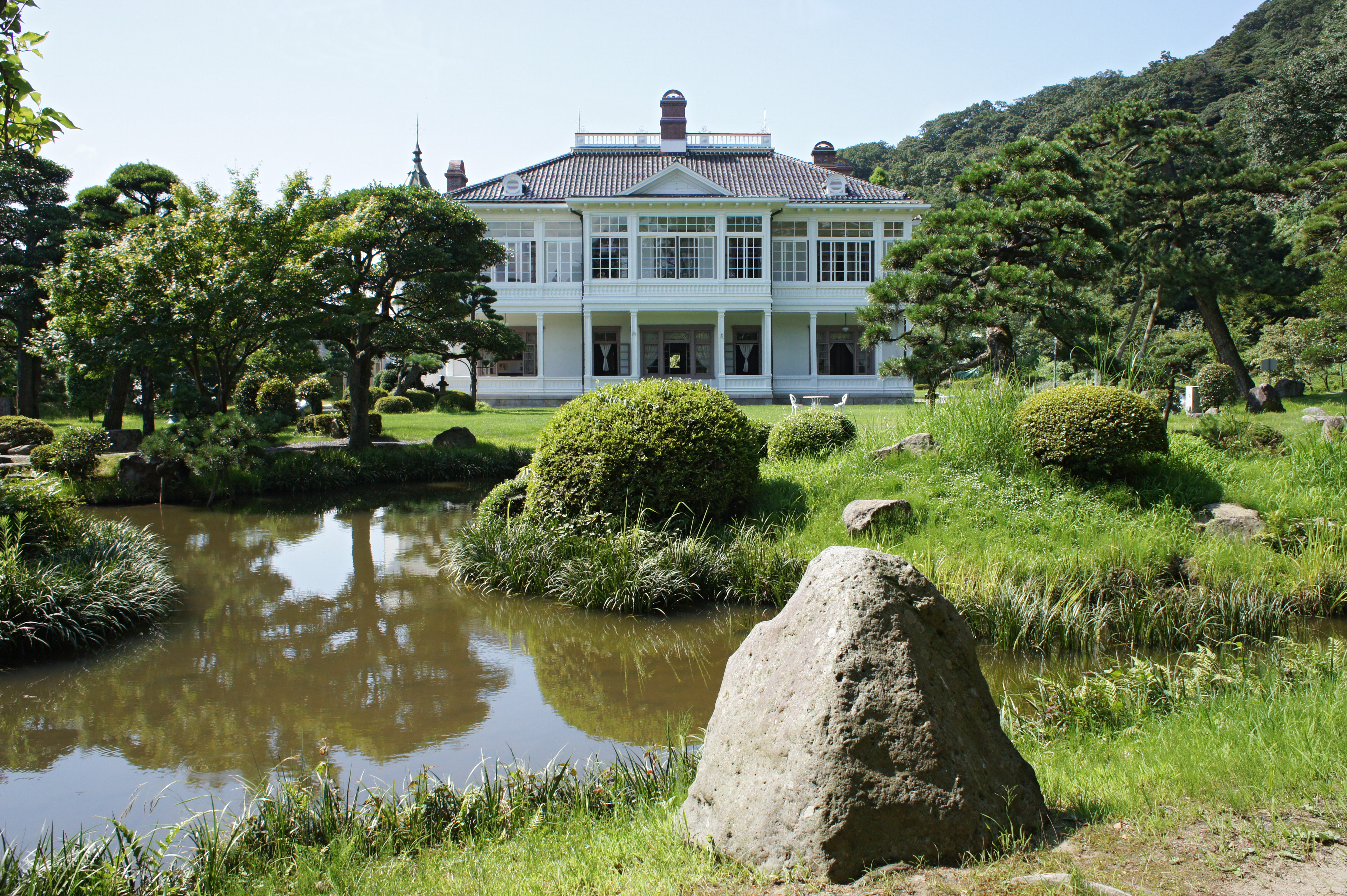
Вид на резиденцію саду